# Оливер Твист (филм из 1948)
Оливер Твист (енгл. Oliver Twist) је британски драмски филм из 1948. године, режисера и ко-сценаристе Дејвида Лина, заснован на истоименом роману Чарлса Дикенса. Ово је друга Линова адаптација неког Дикеновог дела, пошто је две године раније режирао Велика очекивања, а за овај филм је поново окупио већину филмске екипе, укључујући продуценте Роналда Нима и Ентонија Хејвлока-Алана, директора фотографије Гаја Грина, сценографа Џона Брајана, као и монтажера Џека Хариса. Џон Хауард Дејвис је тумачио насловну улогу, док су се у споредним улогама нашли Алек Гинис, Роберт Њутон, Кеј Волш, Ентони Њули и Дајана Дорс.
Године 1999, Британски филмски институт је сместио овај филм на 46. место листе 100 најбољих британских филмова. Шест година касније нашао се на листи „Топ 50 филмова које би требало да погледате до 14. године”.

## Радња
Млада жена пред порођајем одлази до парохијског сиротињског дома и умире након што роди дечака, коме управа сиротињског дома систематски даје име Оливер Твист. Како године пролазе, деветогодишњи Оливер и остала деца у дому пате од безосећајне равнодушности надлежних званичника: господина Бамбла и матроне госпође Корни. Једном приликом, гладна деца вуку сламке; Оливер извлачи најкраћу и приморан је да тражи још једну порцију каше.
Због своје дрскости одмах бива послат на шегртовање код погребника, господина Соберија, који га нешто боље третира. Међутим, када други шегрт, Ноа Клејпол, почне да вређа његову мртву мајку, Оливер побесни и напада га, након чега га Собери претуче.
Оливер бежи у Лондон. Врдалама Препредњаковић, вешти млади џепарош, примећује га и одводи га код Фејгина, старог Јеврејина који обучава децу да буду џепароши. Фејгин шаље Оливера да посматра и учи како Препредњаковић и још један дечак покушавају да опљачкају господина Браунлоа, богатог старијег господина. Њихов покушај је откривен, а руља почиње да јури Оливера по улицама, након чега је приведен. Један сведок открива властима да Оливер није крив за почињено дело, а господин Браунло одводи дечака својој кући. Тамо, Оливер доживљава срећан живот какав никада раније није имао, под бригом господина Браунлоа и његове љубазне домаћице, госпође Бедвин.
У међувремену, Фејгина посећују мистериозни Монкс, који показује велико интересовање за Оливера. Он шаље Монкса код Бамбла и госпође Корни (сада Бамблове супруге); Монкс купује од њих једину ствар која може да идентификује Оливерове родитеље, медаљон са портретом његове мајке.
Игром случаја, Фејгинов сарадник, злобни Бил Сајкс, и Ненси, Сајксова добродушна девојка (и бивша Фејгинова ученица), налете на Оливера на улици и на силу га одведу назад код Фејгина. Ненси осећа грижу савести и, налазећи оглас путем којег господин Браунло нуди награду за Оливеров повратак, контактира господина и обећава да ће му испоручити Оливера следећег дана. Међутим, сумњичави Фагин је натерао Препредњаковића да је прати. Када Фејгин о овоме обавести Сајкса, овај се разбесни и убија Ненси, верујући и да га је издала.
Убиство изазива гнев јавности на банду – посебно Сајкса који покушава да побегне узимајући Оливера за таоца. Пењући се преко кровова са ужетом за пењање окаченим око врата, Сајкса упуца један човек из руље и он случајно бива обешен када изгуби ослонац. Госпдоин Браунло и власти спашавају Оливера. Фејгин и остали његови сарадници су приведени. Монксов удео у завери је откривен и он је ухапшен. Откривено је да је он покушао да обезбеди своје наследство; испоставља се да је Оливер унук господина Браунлоа. Због своје умешаности у Монксову шему, господин и госпођа Бамбл губе посао у сиротињском дому. Оливер се срећно поново уједињује са својим новооткривеним дедом и госпођом Бедвин.

## Улоге
| Глумац             | Улога                   |
| ------------------ | ----------------------- |
| Џон Хауард Дејвис  | Оливер Твист            |
| Алек Гинис         | Фејгин                  |
| Роберт Њутон       | Бил Сајкс               |
| Кеј Волш           | Ненси                   |
| Ентони Њули        | Врдалама Препредњаковић |
| Дајана Дорс        | Шарлот                  |
| Френсис Л. Саливан | господин Бамбл          |
| Хенри Стивенсон    | господин Браунло        |
| Мери Клер          | госпођа Корни           |
| Џозефин Стјуарт    | Оливерова мајка         |
| Ралф Труман        | Монкс                   |
| Кетлин Харисон     | госпођа Собери          |
| Гиб Маклохлин      | господин Собери         |
| Ејми Венес         | госпођа Бедвин          |
| Фредерик Лојд      | господин Гримвиг        |
| Мајкл Дир          | Ноа Клејпол             |

## Контроверзе
Иако је глума Алека Гиниса похваљена, приказ Фејгина и његову шминку неки су сматрали антисемитским, јер се сматрало да одржава јеврејске стереотипе. Гинис је носио тешку шминку, укључујући и велики протетски нос, како би изгледао као лик какав се појављује на илустрацијама Џорџа Крукшанка у првом издању романа. При почетку продукције, Администрација продукцијског кодекса је саветовала Дејвида Лина да „има на уму да је препоручљиво да се изоставе сви елементи или закључци који би били увредљиви за било коју расну или религијску групу из приказа Фејгина.”
Лин је наручио шминкеру Стјуарту Фриборну да креира Фејгинове карактеристике; Фриборн је сугерисао Дејвиду Лину да Фејгинов претерани профил треба ублажити због страха да не изазове увреду, али је Лин одбио ову идеју. У тесту снимку на којем је Гинис имао ублажену шминку, за Фејгина је речено да личи на Исуса Христа. На основу тога, Лин је одлучио да настави снимање са верном репродукцијом Крукшанковог Фејгина, истичући да Фејгин није експлицитно идентификован као Јеврејин у сценарију.
Када је објављен 1948. године, филм је критиковао амерички колумниста Алберт Дојч, који га је погледао у Лондону. Дојч је написао да чак ни Дикенс „не би могао да учини Фејгина упола тако страшним” и упозорио је да ће филм распламсати пламен антисемитизма. Њујоршки одбор рабина апеловао је на Ерика Џонстона, шефа Управе за продукцијски кодекс, да задржи филм ван САД. Друге јеврејске групе су се такође успротивиле, а студио Rank Organization је у септембру 1948. објавио да је објављивање у САД „одложено на неодређено време”.
Као резултат оваквих протеста, филм је објављен у Сједињеним Државама тек 1951. године, са уклоњених 12 минута материјала. Добио је широко признање критичара, али, за разлику од Великих очекивања, још једне Линове адаптације Дикенса, није био номинован ни за једног Оскара. Филм је забрањен у Израелу због антисемитизма. Такође је забрањен је у Египту због претерано позитивног приказа Фејгина.
Издавање филма у Немачкој у марту 1949. дочекано је протестима Јевреја који су му се противили. Градоначелник Берлина Ернст Ројтер био је потписник њихове петиције којом се тражило повлачење филма. Приказ Фејгина се сматрао посебно проблематичним након недавних последица Холокауста.
Почев од 1970-их, у Сједињеним Државама почела је да се приказује цела верзија Линовог филма и ова верзија је данас доступна на DVD-у.

## Пријем
Оливер Твист је био пети најпопуларнији филм на британским благајнама 1949. године. Према листу Kinematograph Weekly, „највећи победник” на британским благајнама 1948. године биле су Најбоље године наших живота, са Пролећем у Парк Лејну као најуспешнијим британским филмом, након чега су следили филмови: Увек пада киша у недељу, Мој брат Џонатан, Пут за Рио, Миранда, Идеалан муж, Голи град, Црвене ципелице, Улица Зеленог делфина, Заувек Амбер, Живот са оцем, Слабији пол, Оливер Твист, Пали идол и Дечак Винслоуових.
Филм је зарадио 277.300 фунти у Великој Британији и 103.100 фунти у остатку света.
Након закаснелог објављивања филма у Сједињеним Државама, Босли Краутер га је похвалио у рецензији за The New York Times, написавши:
„...са сигурношћу се може рећи да је ово само врхунско дело филмске уметности и, без сумње, један од најбољих филмских адаптација књижевног класика икада направљених.”
На сајту Rotten Tomatoes, филм има рејтинг одобравања од 100% на основу рецензија 24 критичара, са просечном оценом 8,6/10. Консензус критичара сајта гласи:
„Дејвид Лин доноси прљаву лепоту викторијанске Енглеске Чарлса Дикенса у живописан биоскопски живот у Оливеру Твисту, чудесној адаптацији којој помажу незаборавна фотографија Гаја Грина и необична глума Алека Гиниса.”

## Наслеђе
Аутор Марк Наполитано је приметио да је Линова верзија Оливера Твиста имала утицај на скоро сваку наредну адаптацију овог Дикенсовог романа. Филм је имао два главна додатка који нису били у оригиналном роману. О уводној сцени, идеји која потиче од Кеј Волш, Наполитано је написао:
„Уводна сцена, која приказује измучену и трудну Агнес како шепа до парохијског сиротињског дома усред олује, представља задивљујућу слику која ће одјекнути код каснијих адаптатора. Што је још важније, финале Линове адаптације је засенило Дикенсову завршницу у народном сећању приче; врхунац на крову Фејгинове јазбине одузима дах.”
Текстописац Лајонел Барт је признао да је Линов филм играо улогу у његовој концепцији мјузикла Оливер! Линов биограф, Стивен Силверман, поменуо је да филмска верзија Оливера! из 1968. „више личи на непотписану адаптацију Линовог филма по причи и изгледу, него на било Дикенсов роман или на Бартову позоришну представу.”
Катарин Креб је написала:
„Једна уобичајена притужба на форму Дикенсовог Оливера Твиста била је да се аутор толико заљубио у свог младог хероја да није могао да поднесе да пропати од пада у Фејгинове руке по трећи пут и тако га је учинио беспосленим посматрачем у последњој половини књиге”.
Аутор Едвард Лекомт приписује Лину заслуге за решавање проблема у својој филмској верзији, где Оливер остаје „у центру акције” и има „далеко херојскију” улогу.